# Willard Rice
Willard Wadsworth Rice (Newton, 21 aprile 1895 – Weston, 21 luglio 1967) è stato un hockeista su ghiaccio statunitense, argento olimpico alle Olimpiadi di Chamonix 1924.